# 優雅で感傷的な日本野球
『優雅で感傷的な日本野球』（ゆうがでかんしょうてきなにほんやきゅう）は、高橋源一郎が著した長編小説。雑誌『文藝』に連載された後、「新しい構想のもと」大きく書き改められて1988年に出版された。同年に第1回三島由紀夫賞を受賞している。断片的な7つの章で構成されており、野球における言語論的転回がパロディやパスティーシュを駆使して軽やかに描かれている。

## あらすじ

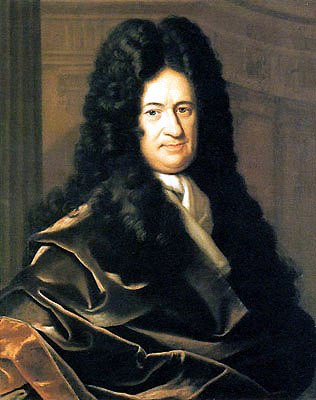
「幸い、おれにはライプニッツ先生がいる。先生はおれみたいな迷えるピッチャーにこうアドヴァイスしてる。『神だけが原始的なすなわち根源的単純実態であり、すべて創造されたすなわち派生的な単子（ボール）はその生産物として、いわば神性の普段な電光放射によって刻々そこから生まれてくるものである』ってな。『神性の不断な電光放射』だと？そいつはいったい何だ。ナイターで照明塔の灯にボールが入って見えなくなることを言ってるんだろうか。」

I 偽ルナールの野球博物誌
読んだ本のなかから野球に関する事柄をノートに書き写す仕事をしている「わたし」は、「リッチー」の店にやってきた少年に自分がノートに書き込んだ野球についての言葉を聞かせてやる。そして野球の本から一部だけ書き写した「テキサス・ガンマンズ対アングリー・ハングリー・インディアンズ」の試合記録を読ませてやることにした。これはページを破かれて鼻紙にされた本の残りの箇所を「わたし」がやっと写すことができた部分だった。最後にサインを求められた「わたし」と「リッチー」はそれに応じ、少年を帰した。2人は少年が自分たちよりもずっと立派な野球選手になるだろうとうなずき合うのだった。

II　ライプニッツに倣いて
「ぼく」はスランプである。成績がふるわず、コーチともそりがあわない。不調を気にする「ぼく」は医者にかかるが、医者は身の回りのすべてを野球に置き換える「ぼく」に野球から離れてみるように言う。しかし「具体的に」野球の言葉ができない医者と「ぼく」はかみ合わない。結局「ぼく」は先輩のピッチャーから教わったライプニッツの野球理論「単子（ボール）論」にならうことにする。
III　センチメンタル・ベースボール・ジャーニー
長い間あちこちの精神病院に入っていた叔父から、小学生の「ぼく」は遙かか昔に廃れた野球というスポーツを教わる。父親によると叔父はすぐれた野球選手だったらしい。特訓を受けた「ぼく」は世界が野球に関する言葉で満ちあふれていることに感動を覚え、ついに野球選手の道の第一歩として、叔父に言われた人物に会うため旅に出る。たどり着いた店には2人の老人がいた。いろんな話をした「ぼく」が最後にもらったサインには、リッチ・ゲイル、ランディ・バースとあった。
IV　日本野球創世綺譚
精神病院の患者である「監督」は、創世神話を模したほら話ともつかない壮大な日本野球の起源を、スラップスティックにとうとうと物語る。この「監督」は元はプロ野球チームの監督であったらしい。
V　鼻紙からの生還
廃棄を免れた鼻紙の記録によれば、テキサス・ガンマンズ対アングリー・ハングリー・インディアンズの試合は九八回の裏である。選手たちは疲労困憊のなか最後の一球が投げられるのを待つ。
VI　愛のスタジアム
スタンドとフィールドでは選手やうぐいす嬢、客たちが野球の話ともつかないとりとめのない会話を続けている。「野球」が始まることはない。
VII　日本野球の行方
「わたし」は、阪神ファンの劇作家から、1985年の阪神タイガースの優勝がデマだったと主張する手紙を受けとる。手紙にありありと描かれている物語によれば、阪神の選手たちは優勝までマジック１になったところで自分たちがしていることは野球ではないと気付き、全員がチームをやめてどこかへ消えてしまったのだ。掛布雅之は野球を教えに精神病院をまわり、監督の吉田義男は精神病院に入れられたがやはり野球に迫ろうとしているという。ランディ・バースは野球について書かれた文章を集めることで、野球を見つけ出そうとする。ランディは自分の方法に確信は持てないが、「野球」が確かに存在することだけは信じている。
各章は独立しているようにみえるが、バースに焦点をあてて系列化すると、「阪神タイガースをやめたバースが、図書館に通い野球のことが書かれた言葉を集め始める」小説と読むことができる。とはいえ幻想小説としての「優雅で感傷的な日本野球」においては、この系列もまた7章に登場する劇作家の創作物である可能性は残る。

## 作品

「優雅で感傷的な日本野球」は固有名と（野球）用語という「身内だけに通じる言葉」であふれかえっている

野球が滅びて死語になった世界で、バースは野球に関する言葉を図書館の本から集めることによって野球を再現しようとする。ここでは野球＝言葉であり、真の「野球」に迫ろうとする行為は言葉を探し求め、切り貼りすることにほかならない。野球はあらゆるところに見いだされ、すべてが野球に置き換えられる。「セックスから人間関係から経済学から言葉遊びまで、およそありとあらゆる事項」が野球＝言葉のうちにはあり、その外部には何も無い。野球は言語システムに等しく、それ自体が現実であるという意味で、この小説はいわば「野球における言語論的転回」を成し遂げている。一方で、高橋源一郎一流のパロディやパスティーシュに反して「作品自体は退屈」だと福田和也はいう。
しかし吉本ばなな「キッチン」や山田詠美「風葬の教室」、中沢新一「虹の理論」などと並んで第1回三島由紀夫賞の候補となった「優雅で感傷的な日本野球」は、「抱腹絶倒、笑いが止まらない」と評した江藤淳らに推されて受賞作となる。江藤はまた、この作品が単に軽快な言葉によって書かれた「日本の中の野球」ではなく、反対に「日本野球にすべてが吸い込まれ」、日本野球という言葉＝記号に現代日本のあらゆる事象が集約されている点に鋭い批評意識があることを評価している。
作者の高橋源一郎は、富岡多恵子との論争において、この小説における「内輪」の言葉の多用、そしてその「内輪」の意味が拡大していく点に批評性を持たせたと語っている。高橋によれば、民主主義をはじめとするイデオロギーに染められた「符牒」で語られている政治談義や新聞雑誌だけが「内輪」の言葉を使っているのではなく、小説こそが「小説らしさ」を再現するだけの自閉的な言葉で書かれている。
高橋も自閉的でない「清涼で豊かな、そして自由な言語の世界を夢見」るのだが、そこには内輪の言葉によってしか近づくことができない。しかし内田樹のいうように、「内輪」の言葉であることを自覚しつつ「内輪」の世界を語ることができるのは文学の特権ということができるかもしれない。

## 書誌情報
- 高橋源一郎『優雅で感傷的な日本野球』河出書房新社、1988年 ISBN 4-309-00504-7